# Bernd Lucke
Bernd Lucke (19 d'agost de 1962) és un economista i polític alemany, membre del Parlament Europeu per Alemanya. És membre dels Reformistes Liberal-Conservadors, que forma part dels Conservadors i Reformistes Europeus.
És professor de macroeconomia a la Universitat d'Hamburg, cofundador de "Wahlalternative 2013" ("Alternativa Electoral 2013") i membre fundador d'Alternativa per Alemanya. Lucke va perdre el lideratge de l'AfD contra Frauke Petry el juliol de 2015, fet que es va considerar un canvi del partit cap a posicions extremistes; posteriorment, va abandonar el partit. El mateix juliol de 2015, juntament amb altres antics membres d'AfD, va fundar el partit polític Liberal-Konservative Reformer (antigament ALFA).